# 聖哈辛托 (哥倫比亞)
聖哈辛托是哥倫比亞的城鎮，位於該國北部，由玻利瓦省負責管轄，距離首府卡塔赫納120公里，始建於1776年，面積434平方公里，海拔高度227米，2005年人口28,505。